# Menhir von Buttelstedt
Der Menhir von Buttelstedt (auch als Wetzstein oder Langer Stein bezeichnet) ist ein Menhir bei Buttelstedt im Landkreis Weimarer Land in Thüringen.

## Lage
Der Stein steht etwa 100 m nördlich von Buttelstedt zwischen der B 85 und einem Sportplatz. Beim Bau der Straße ist er ein Stück versetzt worden. Hierbei wurden auch einige Flachgräber und Feuerstellen entdeckt.

## Beschreibung
Der Menhir besteht aus Muschelkalk. Er hat eine Höhe von 280 cm, eine Breite von 75 cm und eine Tiefe von 40 cm. Er ist säulenförmig und läuft in einer abgerundeten Spitze aus. An dieser Spitze weist er eine deutlich sichtbare Erosionsrinne auf. Der Stein war einst in zwei Teile zerbrochen, die vermutlich in den 1950er Jahren wieder zusammengesetzt wurden. Zu DDR-Zeiten war er weiß angestrichen worden. Reste der Farbe sind noch erkennbar.

## Der Menhir in regionalen Sagen
Die Bezeichnung „Wetzstein“ geht auf eine regionale Sage zurück. Demnach mähten einst zwei Riesen ihre Wiesen. Einer tat dies auf der Finne, der andere auf dem Ettersberg. Als der Riese auf der Finne einen Wetzstein für seine Sense benötigte, warf ihm der Riese vom Ettersberg einen zu. Doch er zielte zu kurz und so landete der Stein bei Buttelstedt. Vom Menhir von Ettersburg wird genau die gleiche Sage erzählt, nur umgekehrt.